# Clash Royale
Clash Royale este un joc video de strategie pentru dispozitive mobile produs de compania Supercell, care a mai produs jocurile Clash of Clans și Brawl Stars. Jocul a fost lansat la 2 martie 2016 și este disponibil pe Google Play și App Store. Scopul jocului acesta este acela de a distruge castelele celuilalt jucător, folosind cărți, fiecare aducând într-o arenă un personaj diferit. În joc există cărți de cinci rarități: common, rare, epic, legendary si champion. Jucătorii pot debloca cărți noi prin deschiderea unor cufere câștigate prin învingerea oponenților.

## Gameplay
În Clash Royale jocurile se duc între doi sau patru jucători (1v1 sau 2v2) în care obiectivul este distrugerea celor mai  multe turnuri inamice (fiecare jucător are trei turnuri, dintre care unul este „Turnului Regelui”). Distrugerea unui turn oferă jucătorului o coroană, iar după trei minute jucătorul cu cele mai multe coroane câștigă. Distrugerea „Turnului Regelui” a jucătorului opus este o victorie instantanee. După trei minute, dacă ambii jucători/echipe au un număr egal de coroane sau deloc deloc, meciul continuă într-o perioadă de prelungiri de 2 minute și jucătorul care distruge un turn advers primul câștigă instantaneu. 
În Clash Royale, jucătorii sunt clasați după numărul lor de trofee. Jucătorii urcă la nivel câștigând puncte de experiență  prin donarea și îmbunătățirea cardurilor. Cel mai înalt nivel posibil este nivelul 14. Începând cu actualizarea din octombrie 2021, jucătorii primesc și Star Points atunci când câștigă experiență, care pot fi folosite pentru a oferi cărților lor un aspect vizual actualizat, de obicei de culoare aurie.
Trofeele sunt câștigate sau pierdute prin bătălii multiplayer.
Există în total cincisprezece arene de joc, jucătorii avansând dintr-una în alta atunci când au destule trofee: Goblin Stadium, Bone Pit,  Barbarian Bowl,  PEKKA Playhouse, Spell Valley, Builder's Workshop, Royal Arena, Ice Peak, Jungle Arena, Hog Mountain, Electro Valley, Spooky Town, Rascal's Hideout, Serenity Peak și The Legendary Arena.